# 祥符塔
祥符塔位于中国广东省汕头市潮南区峡山街道龟山顶。创建于北宋宣和二年（1120年），明嘉靖二年（1523年）潮阳人柯良缙曾重修，因其在原塔地基下发掘出“祥符”年号的铜钱而将塔改名为祥符塔，后塔毁。明万历二十五年（1597年）周光镐重建。

## 结构
祥符塔，坐西北向东南，塔高八层21.66米，为平面八角形仿楼阁式实心砖石塔。塔基是用花岗岩石砌成，基座是高0.8米左右的花岗岩石须弥座。塔身则用青砖砌成，多用平砖顺砌错缝方法。首层八个面没有门，边长大概为2.69米；二到八层呈圭角型，各面均设有佛龛。在二层东南面的佛龛扇面镶有石匾，上面阴刻有周光镐书写的“祥符塔”三个字。